# John Schwartzman
John Schwartzman (Los Angeles, 18 ottobre 1960) è un direttore della fotografia statunitense.

## Filmografia parziale
- Benny & Joon, regia di Jeremiah S. Chechik (1993)
- The Rock, regia di Michael Bay (1996)
- Ipotesi di complotto (Conspiracy Theory), regia di Richard Donner (1997)
- Armageddon - Giudizio finale (Armageddon), regia di Michael Bay (1998)
- EdTV, regia di Ron Howard (1999)
- Pearl Harbor, regia di Michael Bay (2001)
- Un sogno, una vittoria (The Rookie), regia di John Lee Hancock (2002)
- Seabiscuit - Un mito senza tempo (Seabiscuit), regia di Gary Ross (2003)
- Mi presenti i tuoi? (Meet the Fockers), regia di Jay Roach (2004)
- Il mistero delle pagine perdute (National Treasure: Book of Secrets), regia di Jon Turteltaub (2007)
- Non è mai troppo tardi (The Bucket List), regia di Rob Reiner (2007)
- Una notte al museo 2 - La fuga (Night at the Museum: Battle of the Smithsonian), regia di Shawn Levy (2009)
- The Green Hornet, regia di Michel Gondry (2011)
- The Amazing Spider-Man, regia di Marc Webb (2012)
- Saving Mr. Banks, regia di John Lee Hancock (2013)
- Dracula Untold, regia di Gary Shore (2014)
- Jurassic World, regia di Colin Trevorrow (2015)
- The Founder, regia di John Lee Hancock (2016)
- Cinquanta sfumature di nero (Fifty Shades Darker), regia di James Foley (2017)
- Il libro di Henry (The Book of Henry), regia di Colin Trevorrow (2017)
- Cinquanta sfumature di rosso (Fifty Shades Freed), regia di James Foley (2018)
- Un piccolo favore (A Simple Favor), regia di Paul Feig (2018)
- Highwaymen - L'ultima imboscata (The Highwaymen), regia di John Lee Hancock (2019)
- Last Christmas, regia di Paul Feig (2019)
- Fino all'ultimo indizio (The Little Things), regia di John Lee Hancock (2021)
- Jurassic World - Il dominio (Jurassic World: Dominion), regia di Colin Trevorrow (2022)
- L'accademia del bene e del male (The School for Good and Evil), regia di Paul Feig (2022)
- Mr. Harrigan's Phone, regia di John Lee Hancock (2022)
- Jackpot - Se vinci ti uccido! (Jackpot!), regia di Paul Feig (2024)
- Jurassic World - La rinascita (Jurassic World Rebirth), regia di Gareth Edwards (2025)
- Un altro piccolo favore (Another Simple Favour), regia di Paul Feig (2025)

## Riconoscimenti
- Premio Oscar
  - 2004 - Candidatura per la migliore fotografia per Seabiscuit - Un mito senza tempo
- Satellite Award
  - 2001 - Candidatura per la migliore fotografia per Pearl Harbor
  - 2003 - Candidatura per la migliore fotografia per Seabiscuit - Un mito senza tempo